# 3898 Curlewis
3898 Curlewis (1981 SF9) là một tiểu hành tinh vành đai chính được phát hiện ngày 16 tháng 9 năm 1981 bởi M. P. Candy ở Đài thiên văn Perth.